# Акси О
Акси О (на английски: Axie Oh) е американска писателка на произведения в жанра фентъзи, любовен роман и документалистика.

## Биография и творчество
Акси О е родена в Ню Йорк, САЩ. Израства в Ню Джърси. Родителите ѝ са от корейски произход и тя често посещава Южна Корея. Получава бакалавърска степен по корейска история и творческо писане от Калифорнийския университет в Сан Диего. След дипломирането си работи като литературен агент в Ню Йорк. Получава магистърска степен по творческо писане за млади хора от университета „Лесли“ в Кеймбридж, Масачузетс.
Първият ѝ роман „Бунтът на Сеул“ от едноименната дистопична поредица е издаден през 2017 г. В бъдещето през 2199 г. след след „Великата война“ Източна Азия е в развалини, а Корея е разделена на Нео свят, където царува тоталитаризъм, и свят на бунтовниците, а река Хан е границата между Нео Сеул и Стария Сеул. Нео Сеул е изграден върху модерна техника и кървави убийства на бунтовници. Изоставен като дете в най-бедняшките квартали на Стария Сеул, Лий Джеуан израства в Нео Сеул и е нает е в най-престижния отдел за разработване на оръжия. Съмненията му във „величието на каузата“ се увеличават когато среща Тера. В даден момент той трябва да избира да е войник на деспотичен режим или бунтовник в защита на човещината, а приятелството му е единствената опора. Романът става бестселър в списъка на „Ню Йорк Таймс“ и получава добри отзиви от критиката.
През 2021 г. е издаден романът ѝ „ХОХО“. Мечтаещата да бъде професионална челистка Джени тренира усилено и няма време за момчета и забавления. Но когато неочаквано среща кей-поп звездата Джейу в караоке бара на чичо си в Лос Анджелис, загадъчният и красив младеж я привлича и двамата имат незабравима нощ на приключения, след която той изчезва. Месеци по-късно тя отива в училище за музикални таланти в Сеул.
Акси О живее в Лас Вегас.

## Произведения

### Самостоятелни романи
- XOXO (2021)[1][2][3][7]
ХОХО, изд. „Пайпърмил Букс“ (2023), прев. Гергана Дечева
- The Girl Who Fell Beneath the Sea (2022)[6]
- ASAP (2024)[7]

### Поредица „Бунтът на Сеул“ (Rebel Seoul)
1. Rebel Seoul (2017) – награда „Ню Вижънс“[1][2][3][7]
Бунтът на Сеул, изд. „Пайпърмил Букс“ (2023), прев. Гергана Дечева
2. Rogue Heart (2019)

### Поредица „Плаващият свят“ (The Floating World)
1. The Floating World (2025)[2][7]

### Документалистика
- Writing in Color (2023) – с други[1]

### Разкази
- Mecha Girl (2022)